# Jean-Paul Bouillon
 (mars 2020).
Jean-Paul Bouillon, né le 30 novembre 1941, est un historien de l'art français, spécialiste des XIXe et XXe siècles et professeur émérite à l'université Clermont-Auvergne.

## Biographie
Jean-Paul Bouillon est ancien élève de l'École normale supérieure de la rue d'Ulm, où il est entré en 1961, et agrégé des lettres classiques. Pensionnaire de la Fondation Thiers de 1966 à 1969, il fait ensuite l'essentiel de sa carrière à l'université de Clermont-Ferrand, où il est professeur à partir de 1981. En 1979, il soutient sa thèse de doctorat d'État sur Félix Bracquemond à l'université Paris I. En 1977, il est Focillon Fellow à l'université Yale (États-Unis) et en 1982 Visiting Member à l'Institute for Advanced Study de université de Princeton. De 1985 à 1992, il est professeur invité annuellement à l'université de Montréal et, en 1991-1992, professeur suppléant à l'université de Genève. En 1994, il est élu au Conseil exécutif du Comité français d'histoire de l'art (CFHA), dont il devient vice-président en 1996 et où il reste jusqu'en 2005, membre honoraire ensuite. En 1994 également, il entre au bureau de l'Association des professeurs d'histoire de l'art et d'archéologie (APAHAU), où il reste jusqu'en 2006. En 1999, il est élu au Conseil national des universités (CNU), pour la mandature 1999-2003 (22e section). En 2000, il est élu pour huit ans comme membre titulaire représentant la France au Comité international d'histoire de l'art et entre la même année comme membre senior à l'Institut universitaire de France, dont il devient membre honoraire au moment de sa retraite, à la fin de l'année universitaire 2009-2010. De 2001 à 2008, il est président du Conseil ("Beirat") du Centre allemand d'histoire de l'art à Paris (Deutsche Forum für Kunstgeschichte). De 1972 à 1982, il a été conseiller artistique délégué à la création artistique pour la Région Auvergne et, de 2007 à 2011, membre de la commission des acquisitions de l'établissement public du musée d'Orsay.
Il a été membre du comité de rédaction des Cahiers du musée national d'art moderne de 1987 à 1992, puis vice-directeur de la Revue de l'Art (CNRS) de 2002 à 2009, et jusqu'à cette date membre de son comité de rédaction, ensuite de son conseil scientifique. Il est également membre du Comité national de la gravure française depuis 1991.

## Apport scientifique
Outre ses directions de travaux, ses propres domaines de recherche ont porté sur l'histoire de l'art français, du milieu du XIXe siècle à nos jours, et plus spécialement la peinture, l'estampe, les arts décoratifs et la littérature d'art. Parmi les artistes qu'il a contribué à faire redécouvrir, on trouve Maurice Denis, dès 1993, et le peintre, graveur, céramiste, décorateur et théoricien Félix Bracquemond (1833-1914), à côté de monographies, notamment sur Klimt, et d'études d'ensemble sur de grands mouvements artistiques (Art nouveau, Art déco). Des éditions scientifiques de textes critiques et théoriques sur l'art du XIXe et du XXe siècle portent sur les frères Goncourt, Émile Zola, Vassily Kandinsky, Maurice Denis, Félix Bracquemond. À côté d'une vingtaine de livres et catalogues d'expositions, il est l'auteur d'environ 170 articles et notices de dictionnaires ou d'encyclopédie, notamment l’Encyclopædia Universalis à partir de 1973 – portant pour la plupart sur des peintres de la fin du XIXe siècle et du XXe siècle, mais aussi sur des questions plus générales (« Esthétisme », « Symbolisme - Arts », « Titre des œuvres d'art ») –, The Dictionary of Art de Groves, l'Allgemeines Künstlerlexikon de Saur ou le Dictionnaire encyclopédique du livre.

## Principales publications
- Kandinsky, Regards sur le passé et autres textes, Paris, Hermann, 1974.
- Journal de l'Art nouveau 1870-1915, Genève, Skira, 1985.  (ISBN 2-605-00069-9)
- Klimt-Beethoven, Genève, Skira, 1986.
- Félix Bracquemond, le réalisme absolu, Genève, Skira, 1987.
- Journal de l'Art déco 1903-1940, Genève, Skira, 1988.  (ISBN 2-605-00128-8)
- La Promenade du critique influent : anthologie de la critique d'art en France 1850-1900, textes réunis et présentés par Jean-Paul Bouillon, Nicole Dubreuil-Blondin, Antoinette Ehrard, Constance Naubert-Riser, Paris, Hazan, 1990.  (ISBN 2-85025-225-5) (Nouv. éd. revue, corrigée et mise à jour par Jean-Paul Bouillon et Catherine Méneux, Paris, Hazan, 2010.  (ISBN 978-2-7541-0451-7))
- Maurice Denis, Genève, Skira, 1993 (prix Eugène-Carrière de l'Académie française, 1994).
- Maurice Denis, Le Ciel et l'Arcadie, Paris, Hermann, 1993.
- L'Art du XXe siècle, 1900-1939 (avec Paul-Louis Rinuy et Antoine Baudin), Paris, Citadelles-Mazenod, 1996.
- Félix Bracquemond, graveur et céramiste, Paris, Somogy, 2003.
- Bracquemond/Goncourt, Paris, Somogy, 2004.
- Félix Bracquemond et les arts décoratifs. Du Japonisme à l'Art nouveau (avant-propos de Chantal Meslin-Perrier), Paris, Éd. de la Réunion des Musées nationaux, 2005.  (ISBN 2-7118-4817-5)
- Maurice Denis, six essais, Paris, Somogy, 2006.
- Maurice Denis, Paris, Éd. de la Réunion des Musées nationaux, 2006.
- Maurice Denis : le spirituel dans l'art, coll. « Découvertes Gallimard/Arts » (no 496), Paris, Gallimard, 2006.  (ISBN 978-2070319299)
- Félix Bracquemond, Du dessin et de la couleur, texte présenté, annoté et commenté par Jean-Paul Bouillon , Éditions Hermann, 2010.
- Manet to Bracquemond, Newly Discovered Letters to an Artist and Friend, Paris, Fondation Custodia/Collection Frits Lugt, 2020  (ISBN 978-1-912168-17-0)

## Hommages
- Du Romantisme à l'Art déco, mélanges offerts à Jean-Paul Bouillon, Rennes, Presses universitaires de Rennes (collection « Critique d'art »), 2011.